# 麻田奈美
麻田 奈美（あさだ なみ、1953年12月15日 - ）は日本で1970年代に活動したグラビアモデル。「りんごヌード」と呼ばれる一枚の写真をきっかけに大ブレイクし、ヌードモデルでありながら当時の青年（団塊の世代・しらけ世代）のアイドルにまで祭り上げられた。なお、「麻田奈美」は芸名であり本名は非公開。

## 概要
東京都江戸川区出身。小学生時代にクラシックバレエを習い、中学ではバスケットボール部に所属。東京都立武蔵丘高等学校を卒業する頃には、豊満な乳房（今でいう巨乳）と張りのある大きなヒップが魅力のグラマラスな肢体に成長。ボディラインに対して身長は150センチ台と小柄で、あどけなさの残る童顔であった。この若く美しい頃の姿を記録として残してやりたいと考えた母親が、娘が18歳だった1972年秋に写真家・青柳陽一にヌード写真の撮影を依頼。これが雑誌グラビアでのデビューの話へつながり、『平凡パンチ』1973年1月29日号に初グラビアが掲載されると瞬く間にブレイクした。
麻田の名を伝説にしたのは『平凡パンチ』1973年3月12日号に掲載された、青柳陽一によるたった一枚の見開きグラビアである。赤い林檎で股間を控えめに隠したこの写真は「りんごヌード」と呼ばれ、のちに販売されたポスターは当時の青少年の部屋に必ず貼られているとまで言わしめるほど売れた。圧倒的な反響から麻田のグラビアは『平凡パンチ』に独占的に掲載され、ヌードの掲載された号は大々的に部数を伸ばし、一説には最高100万部を超えたといわれる。『「ぼくらのオナペット」など公然と性的なコピーをつけられながらも同時に「光と風にたわむれる現代のヴィーナス」（映画監督藤田敏八の表現）とまで言われた。いわゆるセクシャルなアダルトモデルでありながらアイドルとしての地位を確立したのは麻田が最初とされる。
この1973年には本田技研工業・ヤシカのテレビCMへの出演や日本コロムビアからのレコードデビュー（『おそい夏 C/W カトレアの花』）など、グラビア以外の活動も話題となった。一時は熊井啓監督から映画の主演オファーを受けたが、麻田の母親が製作会社に予定されていた日活がポルノ映画を主体に制作していることを理由に難色を示し、「娘を無事お嫁にやる義務がある（異性との絡み描写のあるロマンポルノに出演させない）」と映画出演の話を白紙に戻させた。熊井は企画を仕切り直して関根恵子を主演に据えて『朝やけの詩』（1973年）として製作、東宝系で公開された。
音楽評論家の伊藤政則との交際が報道され、「朝帰り」の状況証拠から性的な噂が流布されたことがある。しかし、これについては伊藤が各種インタビューで「だからリーヤはないって」「最後までそういう機会はなかった」「入れたことはないよ」など直接的な性関係を否定し、"プラトニックな関係"を強調する発言をしている。
グラビアの撮影はデビュー以来、青柳陽一が殆ど担っている。ほかの写真家による撮影、とりわけヌードは少ない。人気絶頂の1974年に突然グラビアから遠ざかり、一時休業。モデルのギャラで貯めたお金で、年に数回、海外に行くなど気ままに暮らしていたが、貯金が底をついたということで1976年にグラビアに復帰。その際に選んだ場も『平凡パンチ』だったが、青柳とは別の写真家によるセミヌードだった。トレードマークの八重歯は休業期間中に審美歯科で矯正した。
1977年、青柳と再び組んでセミヌードを披露したのち、ついにフルヌードグラビアを撮影。復帰直後はスリムだった肉体はしだいに丸みを帯びて豊満さを増し、往時を知らないファンからも新しい魅力を支持された。当時ブラジャーのカップサイズは公表されなかったが、一説にはデビュー時に85cm・Dカップだったバストは5年後には90cm・Fカップにまで成長していたという。
『平凡パンチ』掲載の5年間の集大成となる写真集『麻田奈美 青春の記録』を最後に青柳との仕事は終了。しかし直後の1977年から1978年にかけて、競合誌の『GORO』のグラビア写真シリーズ企画「激写」に計3回掲載された。撮影は篠山紀信である。篠山は青柳の撮影では見られなかった麻田のワイルドな一面もクローズアップした。「GORO」掲載以降、グラビアから完全に離れた。肥満を気にして引退を決意したといわれるが、明確な理由は語られなかった。
麻田の活動はわずか5年あまりで幕を閉じたが、青柳により撮影されたフィルムは1万枚以上と膨大な数が保存されており、2000年からは新たな写真集として数冊が散発的にリリースされている。撮影当時のグラビアではそのまま掲載できなかった陰毛の写りこんだカットも、再版写真集では「ヘア解禁」後の新基準によって無修正でプリントされている。なお、この再版は麻田の同意を得ており、2000年に写真集『APPLE 1972-1977　麻田奈美写真集』の発売が深夜番組『トゥナイト2』で取り上げられたときには本人が出演。当時のファンの印象を崩したくないとのことで顔は隠していたものの、インタビューで近況が伝えられた。
2024年4月1日、写真集シリーズ「林檎の記憶」第5弾『NAMI ASADA 5 麻田奈美写真集「林檎の記憶」5 ファイナルカット』が小学館より発売。同写真集には、2019年4月に65歳を迎えた麻田の近影写真も収録されている。同時に、過去にアスペクトからリリースされた「林檎の記憶」1〜4までを復刻、デジタル写真集として配信リリースした。

## 写真集
- 平凡パンチ臨時増刊 麻田奈美 青春の記録（1977年6月10日、平凡出版、撮影：青柳陽一）
- APPLE 1972-1977 麻田奈美写真集（2000年3月、アスペクト、撮影：青柳陽一）ISBN 978-4757207202
- APPLE 2 麻田奈美写真集（2001年3月、アスペクト、撮影：青柳陽一）ISBN 978-4757208278
- 林檎 ANOTHER APPLE 麻田奈美写真集（2004年10月、講談社、撮影：青柳陽一）ISBN 978-4061723481
- 最後の麻田奈美写真集（2011年9月28日、マガジンハウス、撮影：青柳陽一）ISBN 9784838723195
- 麻田奈美写真集『林檎の記憶』1「スタジオテスト」（2014年9月25日、アスペクト、撮影：青柳陽一）ISBN 978-4757223769
- 麻田奈美写真集『林檎の記憶』2「林檎と檸檬」（2014年12月24日、アスペクト、撮影：青柳陽一）ISBN 978-4757223776
- 麻田奈美写真集『林檎の記憶』3「温泉旅行」（2015年4月24日、アスペクト、撮影：青柳陽一）ISBN 978-4757223783
- 麻田奈美写真集『林檎の記憶』4「海外旅行」（2016年1月12日、アスペクト、撮影：青柳陽一）ISBN 978-4757224261
- 麻田奈美写真集『林檎の記憶』5「ファイナルカット」（2024年4月1日、小学館、撮影：青柳陽一）ISBN 978-4096824504

## 音楽

### シングル
| 発売日         | 規格           | 規格品番       | 面             | タイトル       | 作詞           | 作曲           | 編曲           |
| 日本コロムビア | 日本コロムビア | 日本コロムビア | 日本コロムビア | 日本コロムビア | 日本コロムビア | 日本コロムビア | 日本コロムビア |
| -------------- | -------------- | -------------- | -------------- | -------------- | -------------- | -------------- | -------------- |
| 1973年11月     | EP             | P-320          | A              | おそい夏       | 林春生         | 川口真         | 川口真         |
| 1973年11月     | EP             | P-320          | B              | カトレアの花   | 林春生         | 川口真         | 川口真         |

### アルバム

#### オムニバス・アルバム
- dankaiパンチ〜東京に吹く風〜昭和40年代ポップス（2008年3月19日、ビクターエンタテインメント、VICL-62653）-　ボーナストラックに「おそい夏」収録。コンピレーションCD。その他「フォーク編」「歌謡曲」「ポップス編」の3作ともジャケットに麻田奈美のヌード写真が起用されている。